# Johan et Pirlouit
Johan et Pirlouit est une série de bande dessinée jeunesse belge créée par Peyo, publiée pour la première fois dans le journal Spirou le 11 septembre 1952, et éditée en album, avec Le Châtiment de Basenhau, en janvier 1954 par les éditions Dupuis. Après la mort de l'auteur, elle est reprise en 1994 par Yvan Delporte (au scénario) et Alain Maury (au dessin).
Johan, l'intrépide écuyer, et son compagnon d'aventures, le nain Pirlouit (et sa fidèle Biquette), vivent dans un Moyen Âge de fantaisie, où ils font partie de la cour du roi.

## Personnages
- Johan : jeune page aux longs cheveux noirs qui rêve de devenir chevalier. Courageux, gentil, sarcastique et intelligent, il vit au château du roi et est habile à l'épée ainsi qu'à l'arc. L'expression qu'il utilise le plus souvent est « bon sang ! ».
- Pirlouit : nain d'âge indéfinissable, à l'épaisse coiffure blonde, râleur et glouton, farceur, casse-pieds, superstitieux, roublard, catastrophique musicien et chanteur, petit et chenapan, froussard devant des bagatelles mais pouvant être intrépide dans les justes combats, fidèle en amitié, il vivait de rapines dans le Bois aux Roches avant que le Roi ne l'emploie comme bouffon. Il a un cri de guerre, « Piiirlouit ! », qui lui sert aussi de cri de victoire[N 1]. Il apparaît dans la série à partir de l'album no 3, Le lutin du Bois aux Roches. Il devient alors l’inséparable compagnon de Johan qu'il accompagne dans ses aventures.
- Biquette : la chèvre noire de Pirlouit, incapable de résister à un chou mais ayant un fort caractère. Ses coups de cornes sont redoutables et souvent salutaires… Elle apparaît dans la série à partir de l'album no 3, Le Lutin du Bois aux Roches.
- le Roi : débonnaire mais ferme, le Roi est aimé de ses sujets et de ses vassaux. Il est cependant assez caractériel et semble parfois gâteux. Il a une nièce ravissante mais pas d'héritier direct. On ne connaît pas son nom. Il apparaît dans les albums Le Châtiment de Basenhau, Le Lutin du Bois aux Roches, La Pierre de Lune, La Flèche noire, Le Sire de Montrésor, La Flûte à six schtroumpfs, Le Pays maudit, Le Sortilège de Maltrochu, La Horde du corbeau, Les Troubadours de Roc-à-Pic et La Rose des Sables.
- Homnibus : enchanteur, astronome et magicien, il a le don de lire dans une boule de cristal. Il est également alchimiste[réf. nécessaire] et herboriste. Il porte une grande barbe blanche, une robe bleue et, sur la tête, un calot bleu. Il est secondé par son apprenti, Olivier, un jeune garçon roux. Tous deux vivent dans une vaste chaumière flanquée d'une tour. Ils apparaissent à partir de l'album no 4, La Pierre de Lune. Grand ami de Johan et Pirlouit, il leur vient en aide lors des situations qui requièrent quelque auxiliaire magique. Il apparaît également dans la série Les Schtroumpfs et aide ces derniers à plusieurs reprises.
- Rachel : vieille sorcière, à la réputation sulfureuse, elle a un bon fond et connaît la composition de divers philtres, dont celui qui fait mourir de rire (le "vin merveilleux"). Elle apparaît dans l'album no 2, Le Maître de Roucybeuf et le no 10, La Guerre des sept Fontaines.
- Le Comte de Tréville : fringant chevalier, il est un modèle pour Johan. Il est plus grand que lui, il apparaît dans les albums Le Châtiment de Basenhau, La Pierre de Lune et La Flèche Noire. Il a été mentionné par Johan au début de l'album Le Maître de Roucybeuf où il vivait dans son château.
- Dame Barbe : vieille femme toujours habillée d'une robe verte, c'est la langue de vipère du château. Elle apparaît dans l'album no 7, La Flèche noire. Elle est surnommée "Dame Barbara" dans la série animée.
- Les Schtroumpfs : Ce sont des petits lutins bleus. Ils font des apparitions, la plupart du temps par le biais d'Homnibus, dans La Flûte à six schtroumpfs (volume 9), Le Pays maudit (vol. 12), Le Sortilège de Maltrochu (vol. 13), La Horde du Corbeau (vol. 14) et La Nuit des Sorciers (vol. 16). Ils font aussi une apparition dans La Guerre des sept Fontaines, où le Grand Schtroumpf rejoint Johan et Pirlouit chez Rachel.

## Historique

### Création de la série
Le 11 avril 1946, Peyo, un ancien gouacheur de dessin animé mis au chômage après la faillite de la Compagnie belge d'actualités, lance dans le quotidien bruxellois, La Dernière Heure, un personnage nommé Johan. Il se recycle dans la bande dessinée, un marché porteur après la seconde Guerre mondiale ; cette dernière ayant interrompu l'importation de séries américaines en Europe, les éditeurs belges sont obligés de se tourner vers des auteurs belges pour remplacer les séries absentes. Après quelques séries éphémères (Pied-Tendre dans Riquet et Une enquête de l'inspecteur Pik), il parvient à placer Johan dans le grand quotidien après avoir rencontré le responsable des pages « jeunesse » par l'intermédiaire d'une femme qui chante dans la même chorale que lui. La première apparition de Johan est modeste, il s'agit d'un gag en quatre cases, sans paroles, qui met en scène un page blond vivant au Moyen Âge. Le second gag paraît le 1er août 1946 et s'intitule Les Aventures de Johan. Le troisième, publié le 12 septembre 1946, fait apparaître l'un des futurs personnages récurrents de Johan et Pirlouit : le Roi, qui a déjà sa barbe blanche, son manteau d'hermine et sa couronne. Au début de l'année 1947, la série devient « à suivre » et Peyo parvient à développer un peu son univers avec deux courtes histoires de quelques planches où il parvient à affiner le trait de son dessin. Il délaisse néanmoins la série et en crée d'autres comme Capitaine Coky et surtout Poussy dans le journal Le Soir.
Avec le petit succès de sa série Poussy, Peyo obtient en 1951 un plus grand espace pour placer ses planches. Il décide alors de reprendre le personnage de Johan abandonné quatre ans plus tôt. Sous le titre Johan, le petit page, il recycle le scénario d'une des histoires parues dans La Dernière Heure qui raconte l'enlèvement de la princesse par un vassal. Si l'histoire est très ressemblante, le découpage est différent et de meilleure qualité, ce qui permet de créer un suspense entre les épisodes. Le style graphique est également totalement modifié et ressemble à du semi-réalisme. La seconde histoire paraît du 12 janvier 1952 au 12 avril 1952 et s'intitule L'Attaque du château. Il s'agit d'une histoire de sept planches (publiée au rythme d'une demi-planche par semaine) qui raconte la suite de l'histoire précédente. Le dessin s'améliore et Peyo n'hésite pas à jouer avec les contrastes du noir et du blanc.

### Arrivée àSpirou
En 1951, Peyo rencontre par hasard l'un de ses anciens collègues de la Compagnie belge d'actualités qu'il avait perdu de vue, André Franquin, devenu l'un des principaux dessinateurs du journal Spirou. De son côté, Peyo essuie plusieurs refus dans sa volonté d'entrer aux éditions Dupuis, propriétaires du journal Spirou. Il profite de ces retrouvailles pour intégrer Spirou, grâce à l'intervention d'André Franquin qui présente lui-même les dessins de Peyo à Charles Dupuis. Franquin sent que Peyo veut absolument faire de la bande dessinée et trouve naturel de lui donner un coup de main, bien que les dessins de Peyo ne soient pas encore parfaits. Après une troisième histoire parue dans Le Soir, il prépare son entrée à Spirou. L'aspect graphique de Johan est modifié, notamment sa couleur de cheveux qui passe du blond au noir, et Peyo passe à des histoires en quarante-quatre planches. André Franquin l'aide et lui conseille notamment de refaire les quatre premières planches de son histoire intitulée Le Châtiment de Basenhau en modifiant les expressions des personnages ou le cadrage de la scène d'ouverture du tournoi de joute.
La série commence sa publication dans le no 752 de Spirou, daté du 11 septembre 1952. Dès le début, Peyo est victime de la censure française. Il lui est reproché une scène de torture à la planche dix où un bourreau fait boire des dizaines de litres d'eau à un troubadour pour qu'il révèle les plans de son maître. Charles Dupuis, qui craint plus que tout la censure de la commission, ne laissera pas la planche être publiée. Ainsi la première histoire de Johan chez Dupuis compte quarante-trois planches et un mystère puisque sans cette planche, le troubadour attrape un gros ventre sans explication. Au rythme d'une planche par numéro, Le Châtiment de Basenhau termine sa publication dans le no 794 de Spirou du 2 juillet 1953 avec une grande et impressionnante bataille où le trait de Peyo commence à devenir de plus en plus ferme.
À peine deux mois plus tard, commence la publication de l'histoire Le Maître de Roucybeuf dans le no 804 du 10 septembre 1953. Dès le début, l'histoire est marquée par l'évolution du personnage de Johan qui devient un jeune homme qui gagne en indépendance. Dans cette histoire au scénario peu original (le fils du baron de Roucybeuf recherche son père mystérieusement disparu), Peyo va démontrer son sens du découpage, inspiré directement d'Hergé qu'il admire comme narrateur, et son développement des personnages secondaires de l'histoire pour éviter de tomber dans les clichés des récits sur le Moyen Âge comme la sorcière Rachel, qui fait sa première apparition dans cette histoire, et qui derrière son apparence de méchante sorcière de conte va utiliser ses pouvoirs pour sauver le héros. Peyo démontre aussi sa manière de raconter une histoire sans pause. À la fin de l'histoire, il évite des discussions inutiles en révélant l'intrigue dès la planche trente-six et offre ainsi au lecteur une course-poursuite et un combat à l'épée. Cette histoire termine sa publication dans le no 831 du 18 mars 1954 avec une scène de banquet qu'affectionne Peyo. Toujours en 1954, les deux premières aventures de la série sont publiées sous forme d'album souple.

### La création de Pirlouit
Pour sa troisième histoire dans le journal Spirou, Peyo réutilise une idée simple déjà exploitée deux fois auparavant, celle de la nièce du Roi enlevée par un seigneur rival. Maintenant qu'il est à Spirou il ne peut plus se contenter d'un scénario aussi court et a l'idée d'ajouter un faire-valoir à Johan pour enrichir sa série. Pour son nouveau personnage, Peyo ne souhaite pas un grand costaud qui ferait de l'ombre physiquement à Johan et préfère donc un personnage de petite taille comme un nain. Pirlouit apparaît à la planche sept de l'histoire Le Lutin du Bois aux Roches qui a commencé sa publication dans le journal Spirou no 845 du 24 juin 1954. Avant de dévoiler sa trouvaille, Peyo entretient un peu le suspense. Ainsi, durant les six premières planches de l'histoire, on entend Pirlouit crier sans le voir pour autant ni savoir de quoi il s'agit. L'énigme est résolue lorsque Johan découvre par hasard le nain qui dérange les villageois par ses farces. Pirlouit entré en scène, Peyo peut développer plus sérieusement son ancien scénario et rajoute une péripétie avec Pirlouit qui est au centre d'un complot qui le voit être accusé à tort de l'enlèvement de la princesse. Johan sera chargé, en plus de délivrer la princesse, de le faire innocenter.
Au moment de la parution du Lutin du Bois aux Roches, qui se termine dans le no 858 du 23 septembre 1954, le nombre de pages de Spirou augmente. Ceci entraîne un nouveau rythme de parution des séries. Du coup, les lecteurs doivent patienter six mois avant de retrouver les héros de Peyo. La nouvelle histoire, intitulée La Pierre de Lune, commence sa publication dans le no 891 de Spirou daté du 12 mai 1955, avec le retour de Pirlouit qui a été instantanément adopté par les lecteurs du journal, alors qu'au départ il était prévu pour ne vivre qu'une unique aventure. Dans cette histoire, Peyo parvient à introduire pour la première fois un véritable méchant avec une personnalité vraiment intéressante, le Sire de Boustroux. Néanmoins Peyo est rattrapé par la censure avec ce personnage, le déguisement choisi pour le Sire ne convient pas à Charles Dupuis, qui demande alors que le personnage soit redessiné avec un déguisement moins impressionnant pour les jeunes lecteurs. À la fin de cette histoire, il fait, pour la seule fois dans son œuvre, mourir l'un de ses personnages, en l'occurrence le Sire de Boustroux qui se noie. Peyo profite de cet épisode pour introduire un nouveau personnage qui deviendra récurrent, l'enchanteur Homnibus.

### Un auteur qui prend du galon
Depuis trois ans qu'il publie dans Spirou, Peyo est en train de devenir un auteur vedette du journal. C'est à ce titre qu'il participe à l'aventure Risque-Tout, un nouveau journal de bande dessinée lancé par les éditions Dupuis en 1955. Il dessine une histoire complète de quatre planches de Johan et Pirlouit intitulée Le Dragon vert pour le no 2, puis Enguerran le Preux dans le no 9, Sortilège au Château dans le no 22 et À l'Auberge du Pendu dans le no 25. Il n'en délaisse pas pour autant les histoires longues et publie, à partir du no 920 de Spirou daté du 1er décembre 1955, l'histoire Le Serment des Vikings. Comme à son habitude, le synopsis de départ est assez banal, mais Peyo va faire marcher son génie narratif et son goût pour les grandes batailles pour rendre cette histoire passionnante et impressionnante graphiquement. Néanmoins, Peyo oublie de mettre la pointe de fantaisie qui caractérise habituellement ses récits. Cette histoire prend fin dans le no 941 du 26 avril 1956.
Deux mois plus tard, débute la publication de la dixième histoire de la série (la sixième longue histoire) dans le no 951 du 2 juillet 1956. Le scénario de La Source des dieux est une nouvelle fois banal : après un naufrage, les deux héros se retrouvent dans un village frappé par la malédiction d'une sorcière et d'un seigneur local. Avec cette histoire, Peyo se rattrape de l'histoire précédente et insère de la fantaisie typique de son imagination. Il insère aussi plusieurs gags qui ne coupent pas la narration du récit et donnent un nouvel axe de lecture en plus de l'aventure et du merveilleux. Cette histoire considérée par beaucoup comme la meilleure de la série, termine sa publication dans le no 971 du 22 novembre 1956. Un mois après, il publie une histoire de deux planches pour le spécial Noël intitulée Veillée de Noël qui met Pirlouit en vedette.
La Flèche noire qui commence sa publication dans le no 977 du 3 janvier 1957, marque deux changements dans les histoires de Peyo. D'une part il change son lettrage pour adopter une écriture minuscule au lieu des majuscules qu'il utilisait jusque-là, afin d'être lu par les plus jeunes qui apprennent d'abord les minuscules à l'école. D'autre part il modifie sa façon de découper les planches : il abandonne son découpage de douze cases égales pour adopter un style qui fait varier la taille de la case selon l'action à placer dedans. Pour cette histoire, il reprend une idée qu'il avait utilisé pour une histoire publiée dans Le Soir intitulée L'Attaque du Château, celle d'un traître utilisant la nuit pour prévenir ses complices ennemis du château. Avec le personnage de Pirlouit, il va donner plus de consistance à ce scénario sommaire. À partir de cette histoire, il va exploiter le talent de mauvais chanteur de Pirlouit pour en faire un gag récurrent de la série ; idée qui sera reprise par Goscinny et Uderzo avec le personnage du barde Assurancetourix. La Flèche noire termine sa publication dans le no 998 du 30 mai 1957.
Peyo enchaîne rapidement avec une courte histoire de deux planches intitulée Les Mille écus et publiée dans le no 1000, puis une nouvelle histoire à suivre titrée Le Sire de Montrésor. Elle commence sa publication dans le no 1004 du 11 juillet 1957 et ici c'est Pirlouit qui prend la vedette. Pirlouit est confondu avec le Seigneur de Montrésor et décide de jouer le jeu. Outre le gag de l'imposture, Peyo donne un aspect et une personnalité humoristique à l'ensemble des personnages qu'il a créés pour cette histoire. Peyo insère plusieurs niveaux de lecture dans cette aventure, puisque Pirlouit ne fait pas que profiter des avantages d'un Seigneur, il joue aussi son rôle pour faire démasquer des bandits qui emprisonnent le véritable Enguerran de Montrésor. Avec cette histoire il montre qu'il arrive désormais à écrire des scénarios plus complexes qui ne reposent pas seulement sur son talent de conteur et sa fantaisie.

### L'arrivée des Schtroumpfs
Dans le no 1047 du 8 mai 1957, commence dans le journal Spirou la publication de l'histoire La Flûte à six trous. Peyo ne le sait pas encore, mais ce récit va changer sa vie et paradoxalement signer le début de la fin de Johan et Pirlouit. L'histoire commence pourtant classiquement : Pirlouit trouve une flûte tombée de la charrette d'un marchand, et celle-ci va se révéler être enchantée. D'abord, il s'agit de la première histoire de Peyo en soixante planches : il a eu l'accord de son éditeur pour sortir du standard traditionnel de pagination de quarante-quatre planches. Ensuite, à la planche trente-sept, publiée dans le no 1071 du 23 octobre 1958, des petits lutins bleus font leur apparition, après plusieurs semaines d'attente pour le lecteur, puisque depuis la planche dix-huit les lutins sont entrés en scène, sans pour autant être montrés. Les Schtroumpfs ont surgi de l'imagination de Peyo lorsqu'il a fallu trouver qui a fabriqué cette flûte magique ; au lieu d'une sorcière, il invente des petits êtres. Pour le nom, il se souvient d'une soirée l'été précédent durant laquelle, au cours d'un dîner avec le couple Franquin il avait demandé la salière avec le mot « Schtroumpfs », ce à quoi André Franquin a répondu « Tiens, voilà ton schtroumpf ! » et la soirée avait continué en langage Schtroumpf. Pour la couleur bleue des lutins, c'est sa femme Nine qui est aussi sa coloriste qui la trouve par élimination puisque le vert se serait noyé dans le décor, que le rouge aurait été trop voyant, et que le rose aurait été trop humain.
Si les Schtroumpfs amusent Peyo, c'est moins le cas de son éditeur Charles Dupuis qui craint la réaction de la censure française du fait que les Schtroumpfs parlent un français imagé. L'auteur le rassure sur le fait que les lutins bleus sont une création éphémère, vouée à disparaître rapidement. D'ailleurs dans cette histoire, ils ne sont que des sous-personnages et l'histoire ne tourne pas autour de leurs apparitions. Pourtant, il ne résiste pas à les faire revenir dès l'histoire suivante, intitulée La Guerre des sept Fontaines qui commence dans le no 1094 de Spirou du 2 avril 1959. Dans la première partie de ce récit, Peyo exploite pour la première fois la vie après la mort. Johan et Pirlouit, perdus dans la forêt, arrivent dans un château abandonné, qui va se révéler être hanté par l'ancien seigneur local. La seconde partie met surtout en scène une foule, Peyo dessine ici les planches les plus difficiles de sa carrière, mais, malgré les nombreux protagonistes et les batailles, l'ensemble des scènes reste parfaitement lisible. Finalement, l'histoire La Guerre des sept Fontaines est celle que Peyo « renierait le moins ».

### Le déclin
Le succès des Schtroumpfs fait qu'ils s'émancipent de Johan et Pirlouit pour leur série propre à partir de 25 juillet 1959, ce qui va prendre de plus en plus de temps à Peyo. De plus, Peyo livre chaque semaine un gag de Poussy au journal Le Soir et crée Benoît Brisefer en 1960. Avec ses quatre séries parallèles, Peyo est maintenant connu pour ses nombreux retards au sein de la rédaction. Néanmoins, la nouvelle histoire de Johan et Pirlouit intitulée L'Anneau des Castellac débute dans Spirou no 1167 du 25 août 1960 après six mois d'absence. Pour ce récit, il réutilise un thème déjà abordé dans Le Sire de Montrésor, celui d'un affrontement entre deux seigneurs pour s'emparer d'un trône. Pour changer, il n'utilise aucune fantaisie et écrit plutôt un scénario policier avec des personnages, surtout les méchants, particulièrement réussis. L'histoire prend fin dans le no 1201 du 20 avril 1961. S'ils n'apparaissent pas dans cette histoire, les Schtroumpfs sont de plus en plus plébiscités par les lecteurs et dans la nouvelle histoire, Le Pays maudit, publiée à partir du no 1235 daté du 14 décembre 1961, il va faire des Schtroumpfs des personnages principaux de ce récit puisque les deux héros doivent délivrer les Schtroumpfs réduits en esclavage par Monulf. Ce personnage va créer une polémique puisqu'il possède les cheveux crépus, un nez busqué et jure ou insulte en yiddish, ce qui semble en faire une sorte de caricature antisémite. L'idée d'utiliser des caractères hébreux pour exprimer des jurons vient  d'Yvan Delporte, qui avait trouvé cette idée pour remplacer les caractères chinois trop utilisés selon lui. Malheureusement il découvre trop tard la malheureuse adéquation de son idée avec le physique caricatural du personnage. Pour la première fois sur cet album, Peyo engage un assistant pour l'aider sur Johan et Pirlouit en la personne de Francis alors âgé de vingt-quatre ans. Francis est chargé de réaliser les décors et le lettrage de cette histoire. Les deux hommes ne s'entendront pas et leur collaboration n'ira pas plus loin. Preuve que Peyo est devenu un auteur important des éditions Dupuis, L'Anneau des Castellac est la première histoire de Johan et Pirlouit publiée directement en album cartonné, ce qui est un privilège décerné à une poignée d'auteurs d'importance.
En 1963, Peyo redessine l'histoire Les Schtroumpfs noirs pour l'adapter en format album. Si au départ il pense qu'il ne va faire que redessiner les histoires parues en mini-récits, le succès commercial de cet album et les demandes des lecteurs font qu'il est rapidement obligé de produire des histoires inédites des Schtroumpfs en grand format en plus de ses autres séries. Si bien que la nouvelle histoire de Johan et Pirlouit commence sa publication dans Spirou no 1548 du 14 décembre 1967 après cinq ans d'absence dans les pages du journal. Depuis la dernière histoire la vie de Peyo a beaucoup changé. Son statut a changé car il est devenu un auteur incontournable de Spirou et de la bande dessinée franco-belge. Ses Schtroumpfs ont dépassé le cadre de la bande dessinée pour déborder sur celui du merchandising, ce qui occupe beaucoup Peyo. D'autre part, il a ouvert un petit studio dans sa nouvelle maison où il accueille des auteurs débutants pour les aider à produire leurs planches. Néanmoins au départ il souhaite s'occuper seul de cette nouvelle histoire intitulée Le Sortilège de Maltrochu, mais Les Schtroumpfs l'ont tellement influencé que son dessin est très marqué ; ainsi ses personnages sont plus petits et plus rondouillards. Peyo s'en aperçoit et dès la planche sept, son enthousiasme de reprendre Johan et Pirlouit est déjà retombé et il doit faire appel à son studio (François Walthéry et Gos), ainsi qu'à son ami André Franquin. La collaboration du studio n'est pas satisfaisante puisque Gos n'arrive pas à reproduire le trait clair de Peyo et doit sans arrêt reprendre son dessin. Peyo perd aussi la force de reproduire des scènes d'action comme il aimait le faire et à la place dessine des scènes théâtrales aux longs dialogues. L'histoire doit s'interrompre dans le Spirou no 1571 daté du 23 mai 1968 à la planche trente-et-une, car Peyo ne parvient plus à fournir une planche par semaine.
Au début de l'année 1969, alors qu'il commence à se remettre à la suite de l'histoire Le Sortilège de Maltrochu, Peyo est victime d'un infarctus qui l'oblige à stopper le travail pendant six semaines. Durant cette période, ses amis auteurs lui envoient chaque jour une demi-planche d'une histoire de Johan et Pirlouit sous forme de cadavre exquis qui va rapidement déraper pour prendre une tournure sexuelle, ce qui va énormément amuser Peyo. Après ce repos, Peyo reprend Le Sortilège de Maltrochu avec enthousiasme et place même quelques scènes de combat. Peyo a aussi engagé un nouvel assistant en la personne de Marc Wasterlain qui l'aide à dessiner quelques décors dont ceux de la chapelle. La dernière planche, qui paraît dans le no 1661 de Spirou du 12 février 1970, est dessinée entièrement par Peyo.

### L'aventure animée
En 1976 sort au cinéma une adaptation animée de l'histoire La Flûte à six schtroumpfs. Cette œuvre est le fruit d'une collaboration entre les deux géants et concurrents de la bande dessinée belge : Dupuis et Le Lombard (via sa filiale Belvision). Si Peyo préfère Belvision pour réaliser ce film, c'est qu'il n'est guère convaincu par les productions de TVA Dupuis — le studio d'animation de sa propre maison d'édition — alors que Belvision a montré son savoir-faire avec des longs-métrages d'Astérix et de Tintin. Peyo a rencontré le directeur de production de Belvision, José Dutillieu, lors de la Foire du Livre de Bruxelles. Ce dernier est très intéressé par l'adaptation des Schtroumpfs en dessin animé. José Dutillieu convainc Peyo de choisir le cinéma plutôt que la télévision, car le studio bruxellois n'est pas en mesure de tenir le rythme d'une série télévisée de qualité. Après une rencontre au sommet entre les patrons de Dupuis et du Lombard, un contrat est signé pour l'adaptation avec des fonds apportés majoritairement par Dupuis.
Peyo hésite longuement pour choisir l'histoire qui sera portée à l'écran. Il choisit finalement La Flûte à six schtroumpfs plutôt qu'une nouvelle histoire. L'histoire est modifiée pour mettre plus en avant les Schtroumpfs qui ont connu un fort succès depuis la création de l'histoire quinze ans plus tôt. De peur que les enfants ne connaissent pas les personnages de Johan et Pirlouit, ils sont présentés dans une séquence d'ouverture rallongée par rapport à la version dessinée. Peyo participe activement à la partie animation, étant souvent obligé d'intervenir auprès de l'équipe pour les aider à traduire son univers en dessin animé. Un album du film sort en même temps, il est réalisé en un week-end par François Walthéry et Pierre Seron sur des textes d'Yvan Delporte.

### Après Peyo
Après son décès, la série est reprise avec Alain Maury au dessin, et Yvan Delporte ainsi que Thierry Culliford (le fils de Peyo) au scénario (pour l'album La Rose des Sables, le scénario est dû à Luc Parthoens et Thierry Culliford), mais de piètres résultats financiers en librairie conduiront les auteurs à arrêter définitivement la série. À la même période, le personnage de Biquette (la monture de Pirlouit) avait de plus fait un caméo dans un album de Benoît Brisefer, L'île de la Désunion. Johan et Pirlouit apparaissent également, comme personnages secondaires, dans Les Schtroumpfeurs de flûte, un album hors-série des Schtroumpfs. Le personnage de Fafnir, issu de l'album Le Pays Maudit, apparaît également en 2018 dans le tome 36 de la série Les Schtroumpfs, Les Schtroumpfs et le dragon du lac ; Johan et Pirlouit sont dessinés sur une case de l'album en page 7, alors que le Grand Schtroumpf se remémore sa première rencontre avec le dragon. 
Hanna-Barbera Productions a produit une série de courts-métrages d'animation d'après Les Schtroumpfs en 1982, dans laquelle Pirlouit apparaît parfois comme personnage secondaire.
Le 28 avril 2014, lors d'une interview donnée à la Radio-Télévision belge de la Communauté française, la question de l'adaptation de la série sur grand écran est évoquée, sans toutefois aboutir à une réponse précise.
Le 11 juin 2024, la société propriétaire de la licence des Schtroumpfs annonce au MIFA (Marché International du Film d'Animation) le lancement de nouvelles productions audiovisuelles d'animation. Aux côtés des Schtroumpfs, les premiers personnages de Peyo, Johan et Pirlouit reviendront sur les écrans dans un nouveau format d’animation et avec de nouvelles aventures.

## Publication

### Albums

#### Série classique
La série est titrée Une Aventure de Johan pour les trois premiers albums, puis Une aventure de Johan et Pirlouit pour le volume 4, et enfin Johan et Pirlouit à partir du 5e volume. Les treize premiers sont édités chez Dupuis, les suivants chez le Lombard.

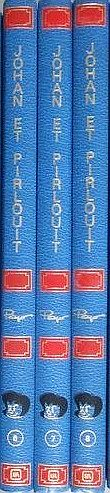
Johan et Pirlouit aux éditions Rombaldi.

- 1 Le Châtiment de Basenhau, Dupuis, Marcinelle, janvier 1954
Scénario et dessin : Peyo -  (ISBN 2-800100958)
- 2 Le Maître de Roucybeuf, Dupuis, Marcinelle, janvier 1954
Scénario et dessin : Peyo -  (ISBN 2-800100966)
- 3 Le Lutin du Bois aux Roches, Dupuis, Marcinelle, janvier 1956
Scénario et dessin : Peyo -  (ISBN 2-800100974)
- 4 La Pierre de Lune, Dupuis, Marcinelle, janvier 1956
Scénario et dessin : Peyo -  (ISBN 2-800100982)
- 5 Le Serment des Vikings, Dupuis, Marcinelle, janvier 1957
Scénario et dessin : Peyo -  (ISBN 2-800100990)
- 6 La Source des dieux, Dupuis, Marcinelle, janvier 1957
Scénario et dessin : Peyo -  (ISBN 2-800101008)
- 7 La Flèche noire, Dupuis, Marcinelle, janvier 1959
Scénario et dessin : Peyo -  (ISBN 2-800101016)
- 8 Le Sire de Montrésor, Dupuis, Marcinelle, janvier 1960
Scénario et dessin : Peyo -  (ISBN 2-800101024)
- 9 La Flûte à six schtroumpfs, Dupuis, Marcinelle, janvier 1960
Scénario et dessin : Peyo -  (ISBN 2-800101032)
- 10 La Guerre des sept fontaines, Dupuis, Marcinelle, janvier 1961
Scénario et dessin : Peyo -  (ISBN 2-800101040)
- 11 L'Anneau des Castellac, Dupuis, Marcinelle, janvier 1962
Scénario et dessin : Peyo -  (ISBN 2-800101059)
- 12 Le Pays maudit, Dupuis, Marcinelle, janvier 1964
Scénario et dessin : Peyo -  (ISBN 2-800101067)
- 13 Le Sortilège de Maltrochu, Dupuis, Marcinelle, janvier 1970
Scénario et dessin : Peyo -  (ISBN 2-800101075)
- 14 La Horde du corbeau, Le Lombard, Bruxelles, janvier 1994
Scénario : Yvan Delporte - Dessin : Alain Maury - Couleurs : Studio Leonardo -  (ISBN 2-803610566)
- 15 Les Troubadours de Roc-à-Pic, Le Lombard, Bruxelles, janvier 1995
Scénario : Thierry Culliford, Yvan Delporte - Dessin : Alain Maury - Couleurs : Studio Leonardo -  (ISBN 2-803611627)
- 16 La Nuit des sorciers, Le Lombard, Bruxelles, mai 1998
Scénario : Yvan Delporte - Dessin : Alain Maury - Couleurs : Nine -  (ISBN 2-803612712)
- 17 La Rose des sables, Le Lombard, Bruxelles, mai 2001
Scénario : Luc Parthoens - Dessin : Alain Maury - Couleurs : Nine -  (ISBN 2-803616807)

#### Hors série
- Le Bois aux licornes, Dargaud, Le Dernier Chapitre, Bruxelles, janvier 1999
Scénario : Didier Convard - Dessin : André Juillard -  (ISBN 2-205-04697-7)

#### Intégrale
- Intégrale Peyo 6, 7 et 8 chez Rombaldi.

En 2008 et 2009, les éditions Dupuis sortent une intégrale de 4 albums (2 par année) dans la collection les Intégrales Dupuis. Le Lombard publie en 2011 le 5ème tome compilant les histoires parues chez l'éditeur, en harmonisant la maquette pour qu'elle corresponde à celle des intégrales Dupuis. Les 5 tomes sont réédités avec de nouvelles couvertures à partir de 2013.
- 1 Page du Roy[N 3], Dupuis, Marcinelle, mars 2008
Scénario et dessin : Peyo
- 2 Sortilèges et enchantements[N 4], Dupuis, Marcinelle, septembre 2008
Scénario et dessin : Peyo
- 3 Brigands et malandrins[N 5], Dupuis, Marcinelle, mars 2009
Scénario et dessin : Peyo
- 4 Les Années schtroumpfs[N 6], Dupuis, Marcinelle, septembre 2009
Scénario et dessin : Peyo
- 5 Magie et exotisme[N 7], Dupuis, Marcinelle et Le Lombard, avril 2011
Scénario : Thierry Culliford - Dessin : Alain Maury

## Produits dérivés

### Bandes dessinées
- 1959 : Les Schtroumpfs, une série de bande dessinée que Peyo a créée à la suite de l'engouement provoqué par l'apparition de ces lutins bleus dans l'album La Flûte à six schtroumpfs.
- 1968 : Magicae Formulae, une publicité pour la lessive OMO sous la forme d'une planche mettant en scène Pirlouit, publiée dans Tintin le 14 mai 1968 [54].

### Films d'animation
- 1976 : La Flûte à six schtroumpfs, l'adaptation par les studios Belvision du neuvième album de la série, qui correspond à la première apparition des Schtroumpfs.

### Séries animées
- 1981 : Les Schtroumpfs

Dessin animé en 427 épisodes de 26 minutes réalisé par Hanna-Barbera Productions
- 1982 : Johan et Pirlouit

Aux États-Unis, les épisodes ont été diffusés au cours des saisons 2 et 3 des Schtroumpfs, sans changement de titre. En France, la série a été présentée comme une série indépendante. On compte en tout 16 épisodes diffusés sous le titre Johan et Pirlouit, réalisés aussi par Hanna-Barbera Productions.

## Influence de Johan et Pirlouit
- Christian Clavier, passionné de bande dessinée, s'est inspiré des traits de caractère de Pirlouit pour composer son personnage de Jacquouille la Fripouille dans le film Les Visiteurs[55].